# Ribeira do Meio (Santo Antão)
A Ribeira do Meio é um curso de água localizado na freguesia da Santo Antão, concelho da Calheta, ilha de São Jorge, arquipélago dos Açores, Portugal.
Este curso de água tem origem a uma cota de altitude de cerca de 600 metros nos contrafortes montanhosos do Complexo Vulcânico do Topo. Procede à drenagem de uma bacia hidrográfica que engloba os contrafortes do Pico das Rocas, e parte da zona montanhosa sob a qual se aninha a Fajã do Norte Estreito e a Fajã do Nortezinho.
O seu curso de água estende-se desde estas elevações e até encontrar o mar atravessa a localidade do Lameiro, passando junto a São Tomé.
Desagua no Oceano Atlântico precipitando-se do cimo de uma falésia que ronda os 200 m de altura entre a Ponta dos Monteiros e a Fajã do Labaçal.